# 九來站
九來站（：／ Gurae yeok */?）是金浦都市輕軌沿線的一座地下車站，位於韓國京畿道金浦市九來洞。

## 車站結構
站體為1面2線島式月台的地下車站，候車月台設有月台幕門，並有4處出口。

### 月台配置
| 陽村 ↑   |
| 下 上 \| |
| ↓ 麻山   |

| 月台 | 路線          | 目的地       |
| ---- | ------------- | ------------ |
| 上行 | ●金浦都市鐵道 | 陽村         |
| 下行 | ●金浦都市鐵道 | 金浦機場方向 |

## 歷史
- 2019年9月28日：落成啟用。[1]

## 車站周邊
- E-mart金浦漢江店
- 九來轉運站
- 漢江新市鎮湖濱公園

## 相鄰車站
金浦都市鐵道
●金浦都市鐵道
陽村（G100）－九來（G101）－麻山（G102）